# The End Complete
The End Complete je treći studijski album američkog death metal-sastava Obituary objavljen 21. travnja 1992. godine, a objavila ga je diskografska kuća Roadrunner Records. Drugi je put bio pušten u prodaju 1997. godine s dvije pjesme snimljeno uživo. 

## O albumu
S oko 100.000 prodanih primjeraka u SAD-u i oko 250.000 diljem svijeta njihov je najprodavaniji album. Za naslovnu je pjesmu snimljen i spot. Također, ovo je prvi album na kojem se vidi novi logotip Obituaryja. Novi logotip predstavljen na albumu "The End Complete" na majicama je najbolje prodavani otisak izdavačke kuće Roadrunner Records. Također je prvi album sastava od povrataka Allena Westa koji je svirao na prvom studijskom albumu Slowly We Rot no nakon izdanja albuma napušta sastav s basistom Danielom Tuckerom. Album završio je na 16. mjestu ljestvice Top Heatseekers u SADu.

## Popis pjesama
Tekstovi: John Tardy, glazba: Trevor Peres (pjesme 1., 4. - 6., 8.), Allen West (pjesme 2. - 3., 7., 9.).
| 1. | »I'm in Pain«        | 4:01 |
| 2. | »Back to One«        | 3:43 |
| 3. | »Dead Silence«       | 3:21 |
| 4. | »In the End of Life« | 3:42 |
| 5. | »Sickness«           | 4:06 |

| Strana B | Strana B           | Strana B | Strana B | Strana B | Strana B | Strana B | Strana B | Strana B | Strana B |
| Br.      | Skladba            | Trajanje |          |          |          |          |          |          |          |
| -------- | ------------------ | -------- | -------- | -------- | -------- | -------- | -------- | -------- | -------- |
| 6.       | »Corrosive«        | 4:12     |          |          |          |          |          |          |          |
| 7.       | »Killing Time«     | 3:59     |          |          |          |          |          |          |          |
| 8.       | »The End Complete« | 4:03     |          |          |          |          |          |          |          |
| 9.       | »Rotting Ways«     | 5:14     |          |          |          |          |          |          |          |
| 36:21    |                    |          |          |          |          |          |          |          |          |

| Bonusovi pjesme na izdanju s 1997. godine | Bonusovi pjesme na izdanju s 1997. godine | Bonusovi pjesme na izdanju s 1997. godine | Bonusovi pjesme na izdanju s 1997. godine | Bonusovi pjesme na izdanju s 1997. godine | Bonusovi pjesme na izdanju s 1997. godine | Bonusovi pjesme na izdanju s 1997. godine | Bonusovi pjesme na izdanju s 1997. godine | Bonusovi pjesme na izdanju s 1997. godine | Bonusovi pjesme na izdanju s 1997. godine |
| Br.                                       | Skladba                                   | Trajanje                                  |                                           |                                           |                                           |                                           |                                           |                                           |                                           |
| ----------------------------------------- | ----------------------------------------- | ----------------------------------------- | ----------------------------------------- | ----------------------------------------- | ----------------------------------------- | ----------------------------------------- | ----------------------------------------- | ----------------------------------------- | ----------------------------------------- |
| 10.                                       | »I'm In Pain« (uživo)                     | 4:49                                      |                                           |                                           |                                           |                                           |                                           |                                           |                                           |
| 11.                                       | »Killing Time« (uživo)                    | 4:01                                      |                                           |                                           |                                           |                                           |                                           |                                           |                                           |
| 45:11                                     |                                           |                                           |                                           |                                           |                                           |                                           |                                           |                                           |                                           |

## Zasluge
| Obituary - John Tardy - vokali - Allen West - solo gitara - Trevor Peres - ritam gitara - Frank Watkins - bas-gitara - Donald Tardy - bubnjevi | Ostalo osoblje - Andreas Marschall - omot albuma - Rob Mayworth - logotip sastava - Rene Miville - fotografije - Scott Burns - produkcija - Mark Prator, Super Brian, Mike Fuller - inženjer zvuka |